# La Donation de Rome
La Donation de Rome ou Donation de Constantin est une fresque réalisée par les élèves de Raphaël, l'artiste italien de la Renaissance. Elle a probablement été peinte par Giovan Francesco Penni ou Jules Romain entre 1520 et 1524. Après la mort du maître en 1520, qui travaillé ensemble avec les autres élèves de l'atelier pour terminer les fresques qui ornent les pièces désormais connues sous le nom de chambres de Raphaël dans le palais apostolique du Vatican. La Donation de Rome se trouve dans la chambre de Constantin. La fresque s'inspire du faux historique par lequel l'empereur Constantin aurait accordé au pape Sylvestre Ier le pouvoir sur l'Occident.

## Histoire

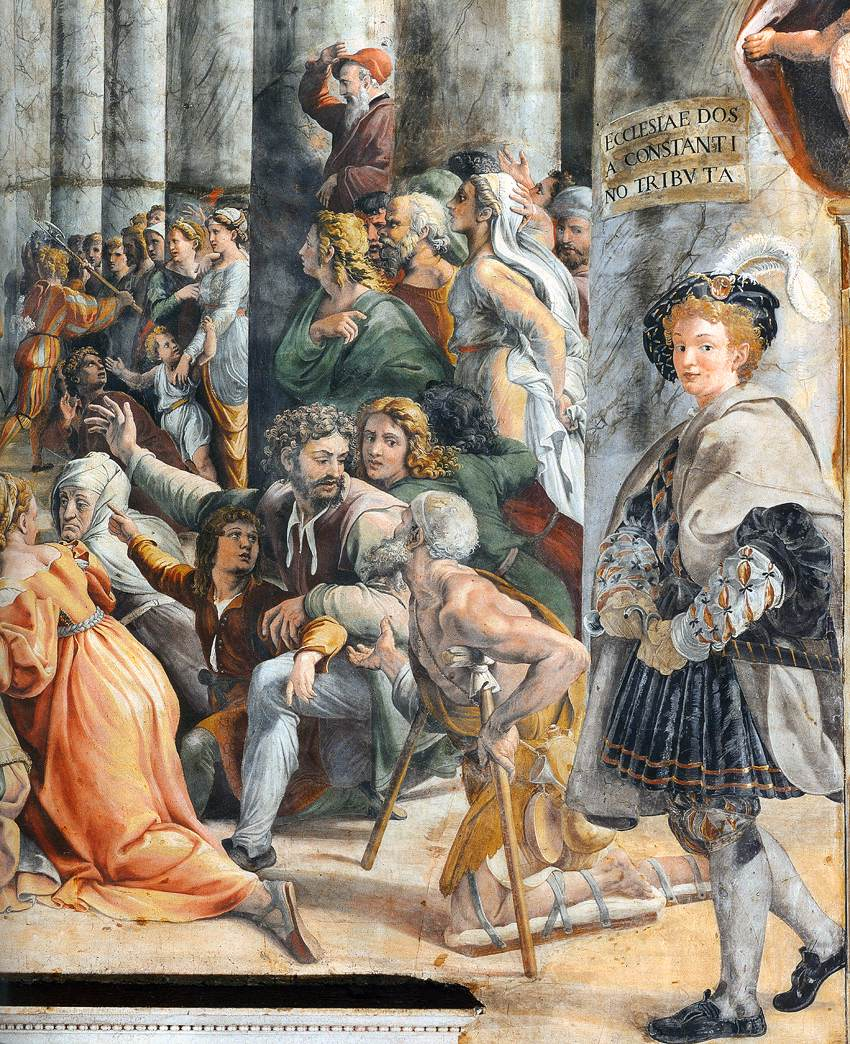
Détail.

La décoration de la Salle de Constantin, la dernière des Chambres de Raphaël, est commandée par Léon X en 1517. Raphaël, chargé de mille engagements, a juste eu le temps de réaliser les dessins préparatoires et d'entamer une sorte de frise pour le premier mur, avant de mourir subitement le 6 avril 1520. Le travail est ensuite poursuivi par ses élèves, parmi lesquels se distinguent surtout Jules Romain et Giovan Francesco Penni.
En 1524, à l'époque de Clément VII, la décoration doit déjà être terminée, lorsque Jules Romain part pour Mantoue. Développant les thèmes de la Chambre d'Héliodore et de celle L'Incendie de Borgo, la Salle de Constantin est dédiée à la victoire du christianisme sur le paganisme et à l'affirmation de la primauté de l'Église romaine, avec des références évidentes à la délicate situation contemporaine.
L'exécution de la Donation de Rome est généralement attribuée à Giulio Romano (Passavant et Cavalcaselle), peut-être avec l'aide de Penni et Raffaellino del Colle.

## Description et style
L'œuvre dépeint un événement historique apocryphe : l'empereur Constantin se met à genoux devant le pape Sylvestre et lui offre, ainsi qu'à ses successeurs, le contrôle de Rome et de l'ensemble de l'empire romain occidental, fondant le pouvoir temporel de l'évêque de Rome. En réalité, cet épisode est un faux historique, comme Lorenzo Valla l'a déjà prouvé en 1440. Les pontifes Médicis, sous les pontificats desquels la décoration est achevée, ignorent cette réfutation, concluant tout le cycle historique célébrant la papauté avec cette scène.
La scène se déroule à l'intérieur d'un bâtiment rappelant l'antique basilique vaticane, avec la longue nef paléochrétienne en perspective, l'abside décorée de mosaïques et le tombeau de l'apôtre Pierre avec les colonnes torsadées au fond près de l'autel. Au deuxième niveau, derrière une série de personnages aux poses tirées d'autres fresques de Raphaël (l'Incendie de Borgo, la Messe de Bolsena) qui ont pour tâche de diriger le regard du spectateur en profondeur, il y a la scène du don : le pape, assis sur la chaire, reçoit de l'empereur une statue en or de la déesse Roma, symbole de souveraineté sur la ville.
Vasari a répertorié divers portraits parmi les personnages représentés dont Giulio Romano, Baldassarre Castiglione, Giovanni Pontano et Marullo.
Sur les colonnes au premier plan, sont lisibles les inscriptions « Iam Tandem Christum Libera Profiteri Licet » (à gauche) et « Ecclesiae Dos a Constantino Tributa » (à droite).
Le pape Clément VII a servi de modèle pour le portrait de Sylvestre Ier.

## Sources de traduction
- (en) Cet article est partiellement ou en totalité issu de l’article de Wikipédia en anglais intitulé « The Donation of Constantine (painting) » (voir la liste des auteurs).

- (it) Cet article est partiellement ou en totalité issu de l’article de Wikipédia en italien intitulé « Donazione di Roma » (voir la liste des auteurs).